# جايسون سميث (لاعب هوكي الجليد)
جايسون سميث (بالإنجليزية: Jason Smith)‏ (و. 1973  م) هو لاعب هوكي الجليد كندي، ولد في كالغاري، مركز لعبه هو مدافع ‏.
.

## روابط خارجية
- جايسون سميث على موقع دوري الهوكي الوطني (الإنجليزية)
- جايسون سميث على موقع قاعة مشاهير الهوكي (لاعب أن.إتش.أل) (الإنجليزية)
- جايسون سميث على موقع EliteProspects.com (الإنجليزية)
- جايسون سميث على موقع HockeyDB.com (الإنجليزية)
- جايسون سميث على موقع Hockey-Reference.com (الإنجليزية)